# Krížna
Krížna (1574 m) – trzeci co do wysokości nazwany szczyt w grupie górskiej Wielkiej Fatry w Karpatach Zachodnich na Słowacji.

## Topografia
Rozległy, całkowicie bezleśny masyw Krížnej wznosi się w południowej części Wielkiej Fatry, w jej części zwanej Halną Fatrą (słow. Hôľna Fatra). Szczyt położony jest w głównym grzbiecie wododziałowym tej grupy górskiej, rozdzielającym dorzecza Wagu i Hronu. Jest zwornikiem dla czterech grzbietów:
- grzbiet zachodni (Veľký Rigeľ), ciągnący się do Kráľovej skaly,
- grzbiet północny, będący główny grzbietem Wielkiej Fatry, ciągnący się aż do Rużomberku,
- grzbiet wschodni ze szczytami Repište, Veterný vrch, Podšturec,
- grzbiet południowo-wschodni z wzniesieniami Líška i Majerova skala, opadający w widły dolin Hornojelenská i Turecká[3].

Krížna wznosi się nad 4 dolinami: Dedošová dolina, Revúcka dolina, Hornojelenská dolina i Turecká dolina.

## Opis szczytu
Masyw Krížnej zbudowany jest głównie z margli należących do tzw. płaszczowiny kriżniańskiej – wielkiej jednostki geologicznej, występującej w wielu grupach górskich Karpat Zachodnich, która została sklasyfikowana na podstawie badań prowadzonych w tym rejonie i stąd uzyskała swą nazwę. Stosunkowo mało odporny budulec zadecydował o łagodnej rzeźbie masywu: zaokrąglonym szczycie, obłych grzbietach, gładko modelowanych stokach i łagodnie profilowanych dolinach.
Szczyt pokryty jest różnymi odmianami łąk górskich. W południowej części masywu, w rejonie szczytów Malá Krížna (1319 m) i Liška (1445 m) spotkamy nieliczne już płaty kosodrzewiny. Niżej, w trudno dostępnych miejscach w zamknięciach dolin, zachowały się fragmenty pierwotnych lasów jodłowo-bukowych.
Gładkie trawiaste stoki o dużej stromiźnie powodują, że zimą zsuwają się z nich duże lawiny. W 1924 r. na odległość 4 km zeszła lawina, która przywaliła górny koniec górskiej wioski Rybô. Zabiła 18 osób, w tym 15 dzieci.
Na szczycie znajduje się ogrodzony ośrodek wojskowy z antenami i radarami. Dla turystów umieszczono kilka opisanych panoram widokowych.
Tuż pod szczytem, po jego północno-zachodniej stronie, znajduje się niewielki, niski pomniczek ze złamanym śmigłem lotniczym. Upamiętnia on wypadek lekkiego, dwusilnikowego samolotu typu Let L-200A Morava (Československé státní aerolinie; nr rej. OK-OFG), który rozbił się tu 18 sierpnia 1961 r. Samolot leciał z Brna do Martina. Przy braku widoczności pilot przekonany, że znajduje się nad Kotliną Turczańską, rozpoczął zniżanie w poszukiwaniu lotniska w Martinie. Nie wziął pod uwagę, że silny wiatr zachodni zniósł go znacznie dalej na wschód, niżby to wynikało z jego obliczeń, aż pod główny grzbiet Wielkiej Fatry. Zginęły wszystkie cztery osoby, będące na pokładzie samolotu.

## Turystyka
Krížna jest prawdopodobnie najczęściej odwiedzanym spośród wysokich szczytów Wielkiej Fatry. Decyduje o tym stosunkowo (jak na warunki wielkofatrzańskie) łatwy dostęp oraz bliskość bazy noclegowej – Horský hotel Kráľova Studňa, Chata pod Borišovom i Salaš pod Súchym vrchom. Wielkim magnesem jest wspaniała, dookolna panorama ze szczytu, sięgająca na północy po granice Polski, zaś na południu – Węgier. Na szczyt wiodą znakowane szlaki turystyczne:
  hotel górski Kráľova studňa – Kráľova studňa, prameň – Veľký Rigeľ - Krížna. Odległość 4 km, suma podejść 90 m, suma zejść 110 m, czas przejścia 50 min, z powrotem 45 min,
  Ostredok – Frčkov – Krížna. Odległość 3 km, suma podejść 309 m, suma zejść 7 m, czas przejścia 1:20 h, z powrotem 1 h,
    Vyšná Revúca. Odległość 9,3 km, suma podejść 912 m, suma zejść 45 m, czas przejścia 3:20 h, z powrotem 1 h,
  Donovaly – Zwoleń – Motyčská hoľa - Veľký Šturec  - Krížna. Odległość 16,3 km, suma podejść 1432 m, suma zejść 845 m, czas przejścia 6:10 h, z powrotem 5:35 h,
  ze Starych Hor 3:30 h (z powrotem 2:30 h)
  Stare Hory – Majerova skala – Pod Liškou – Líška – Krížna. Odległość 7,7 km, suma podejść 1094 m, suma zejść 2 m, czas przejścia 3:35 h, z powrotem 2:45 h,
  Turecká – Salašky – Pod Liškou – Líška – Krížna. Odległość 5,4 km, suma podejść 961 m, suma zejść 2 m, czas przejścia 2:55 h, z powrotem 2 h.
Na szczycie Krížnej krzyżują się dwa główne szlaki Wielkiej Fatry: Cesta hrdinov SNP i Magistrala Wielkofatrzańska (Veľkofatranská Magistrála).

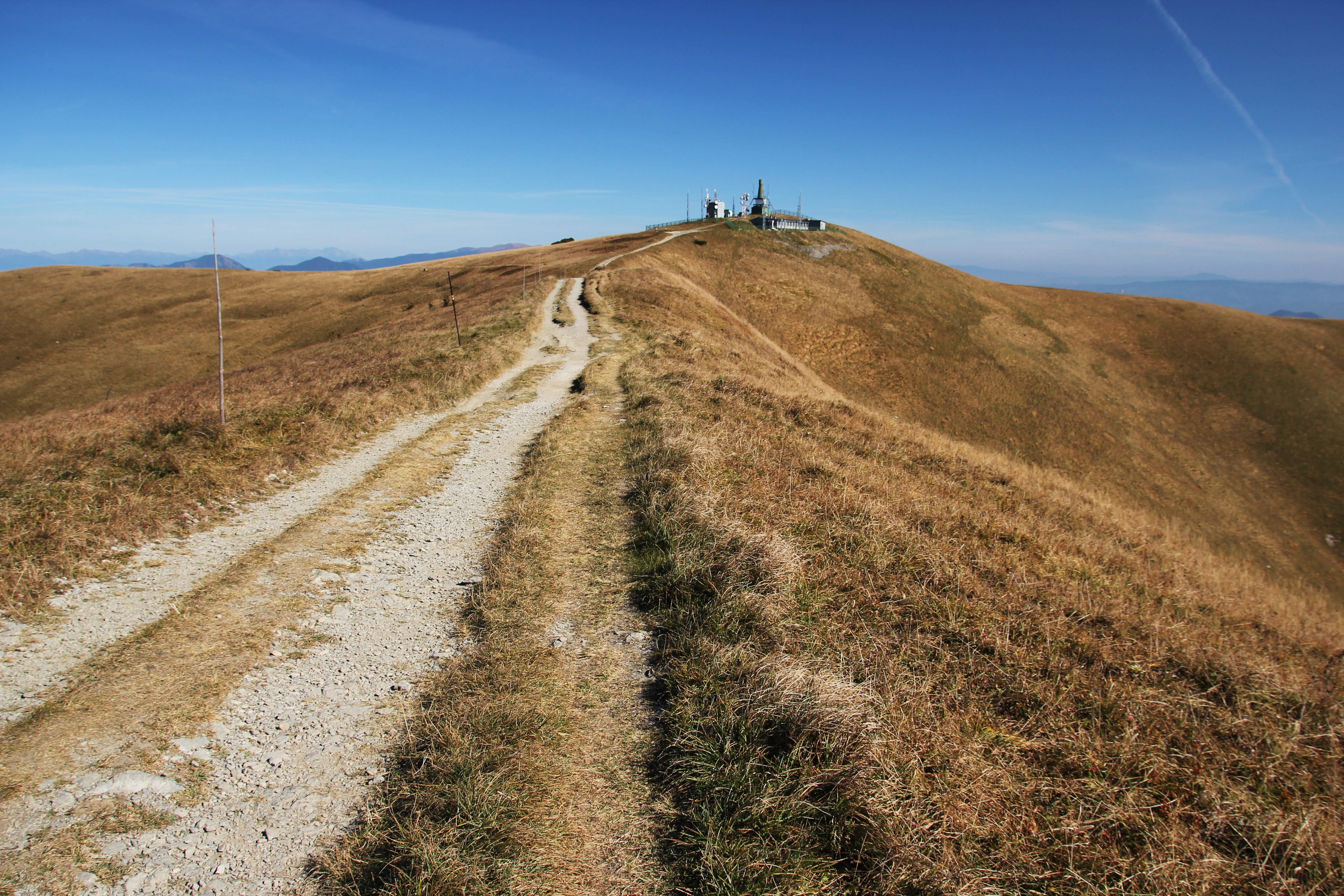
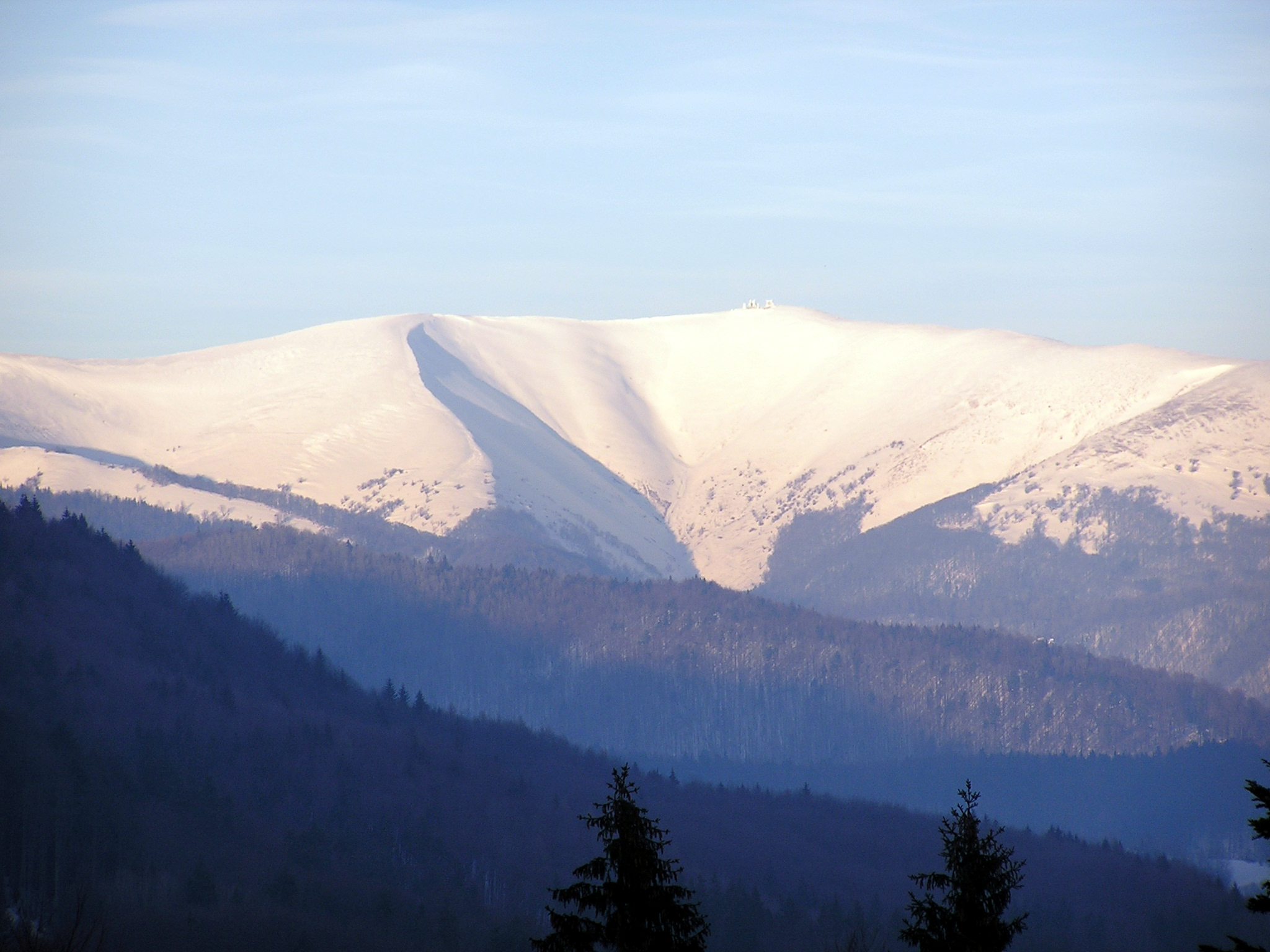
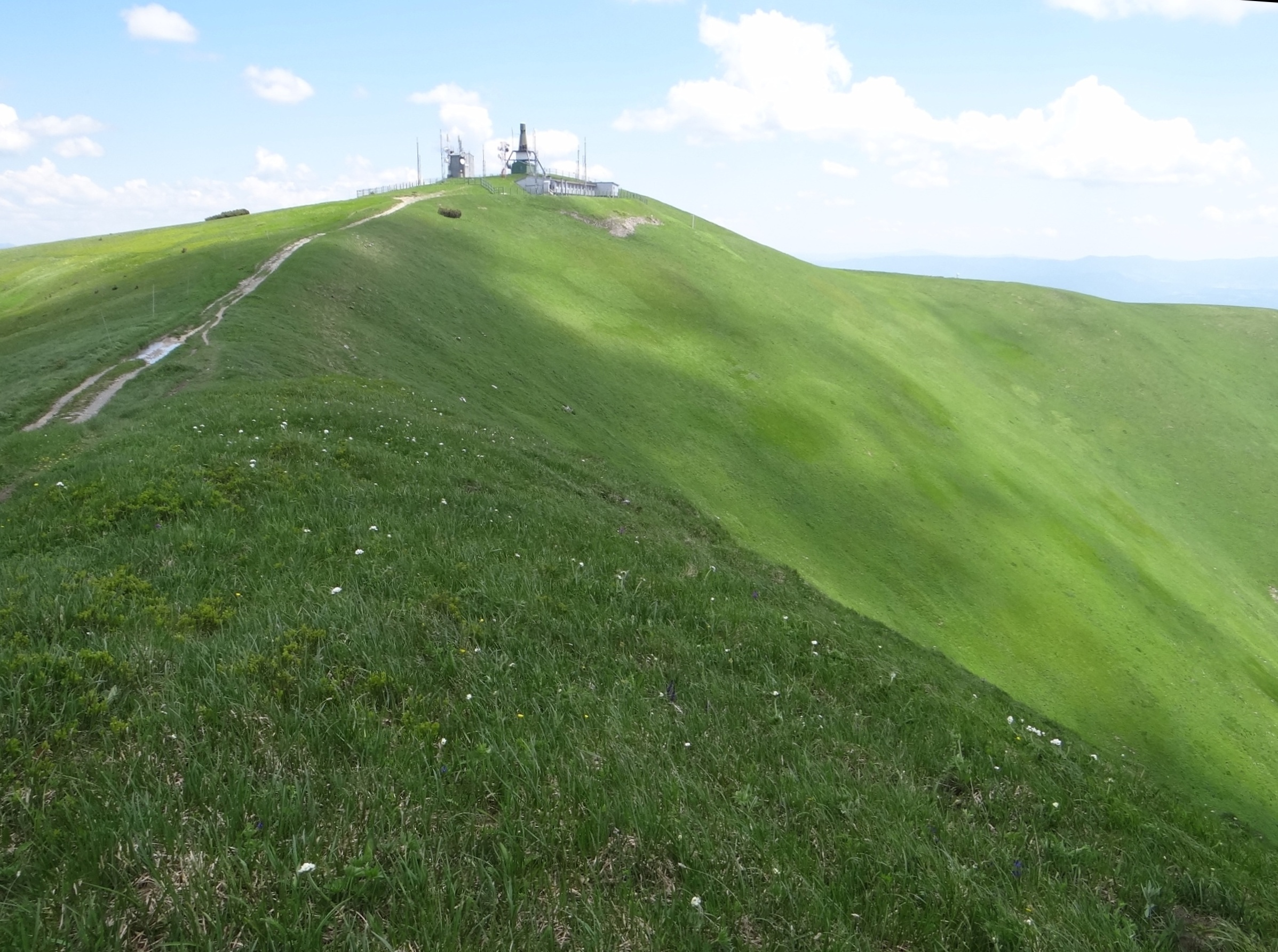
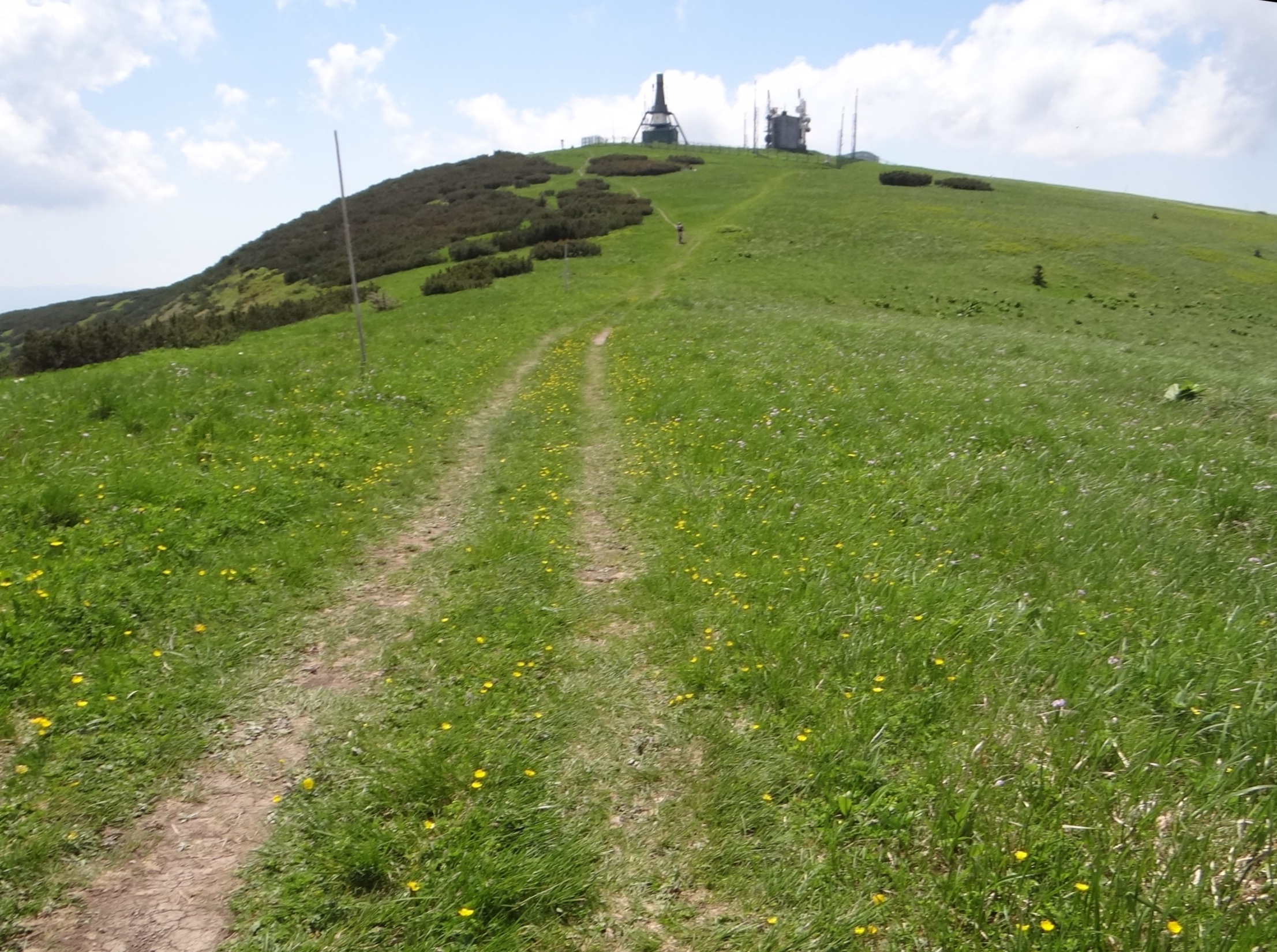
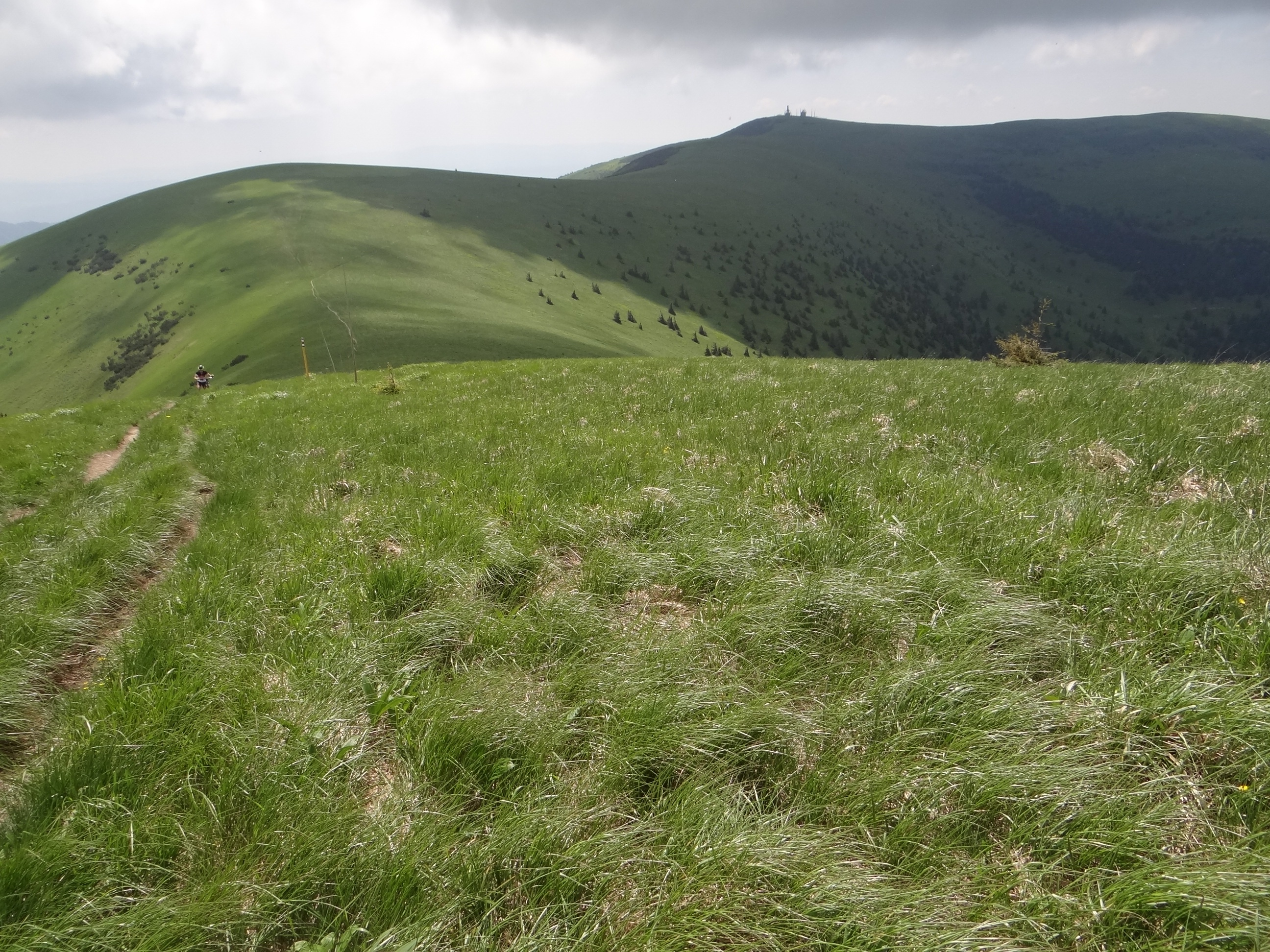
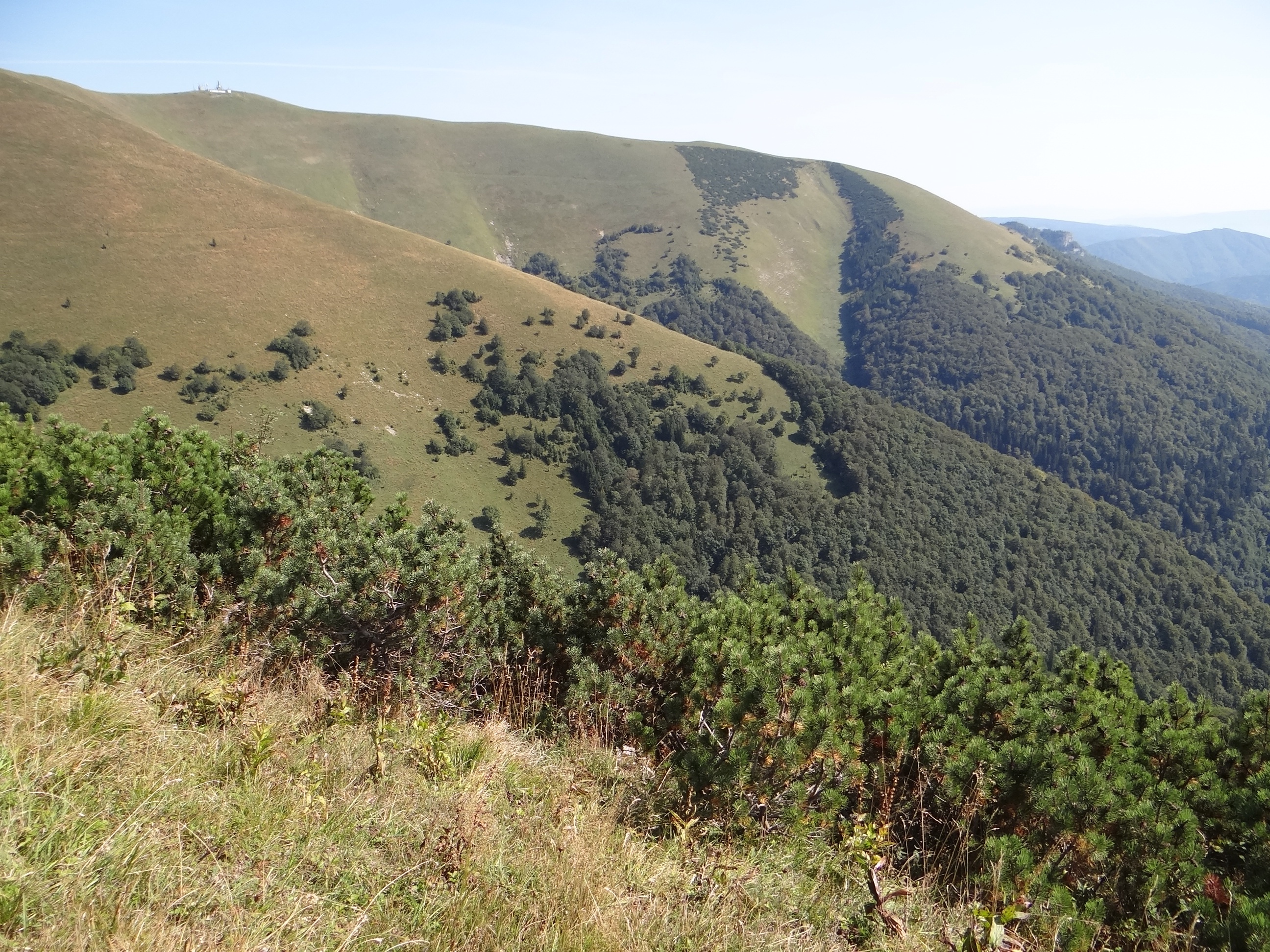